# SEAT Inca
SEAT Inca – samochód dostawczo-osobowy klasy subkompaktowej, produkowany pod hiszpańską marką SEAT w latach 1997-2005.

## Historia i opis modelu

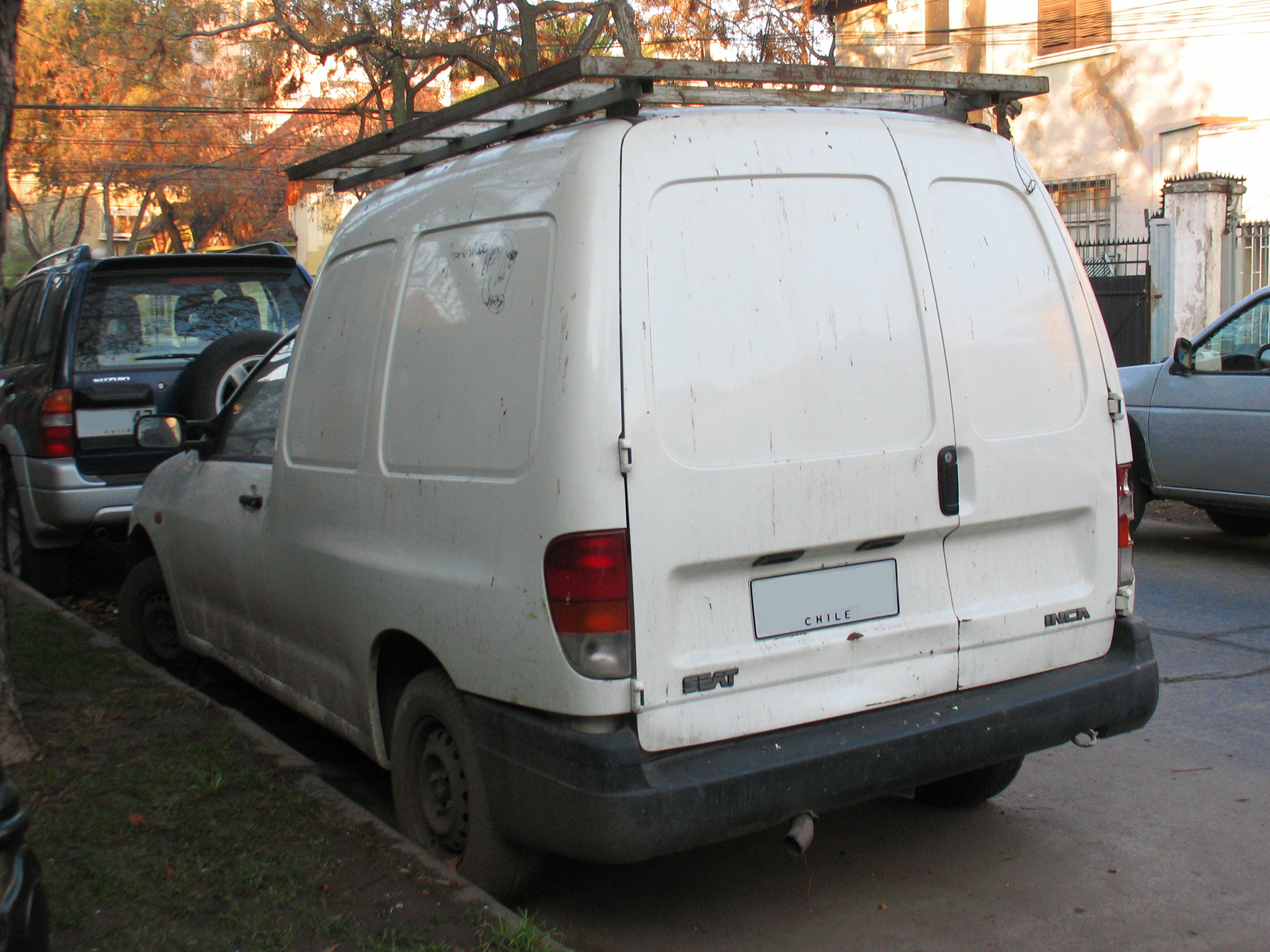
SEAT Inca - tył

Zbudowana jako następca modelu Terra. Inca była napędza przez benzynowe silniki 1,4 l o mocy 60 KM lub 75 KM i 1,6 l o mocy 75 KM. Gamę jednostek napędowych uzupełniały silniki Diesla o pojemności 1,7 l o mocy i 57 KM oraz 1,9 l o mocy 64 KM w wersji wolnossącej oraz o mocy 90 KM w odmianie turbodoładowanej. 
SEAT Inca należała do największych dostawczych pojazdów zbudowanych na bazie samochodów osobowych segmentu B. Przy kubaturze 2,9 m³ i minimalnej szerokości przekraczającej 1100 mm możliwe było przewożenie w pojeździe europalety. Ładowność SEATa Inca wynosiła 625 kg, natomiast do ciągniętej przyczepy można było włożyć tonę ładunku.
Z powodu zmiany strategii przez koncern Volkswagena w sprawie SEAT-a, zgodnie z którą marka otrzymała młodzieżowy i sportowy wizerunek, Inca została wycofana z produkcji bez przewidzianego następcy. Rolę oferowania miejskiego samochodu dostawczego pełniącego także rolę rodzinnego kombivana powierzono Volkswagenowi z modelem Caddy. 